# Акмечеть (пещера)
Акмече́ть (каз. Ақмешіт), также Акмече́ть-Аулие́ (каз. Ақмешіт әулие) — пещера, находится на территории Байдибекского района Туркестанской области Казахстана. Образовалась в известняках юго-восточного склона хребта Каратау. Размеры пещеры: длина 254 м, ширина 265 м, высота 25 м. Купол пещеры напоминает шанырак юрты. Туристско-экскурсионный объект.
На двадцатиметровой глубине подземного зала пещеры растут старые шелковицы. В пещере обитают галки, дикие голуби и летучие мыши.